# Gráfico de linha

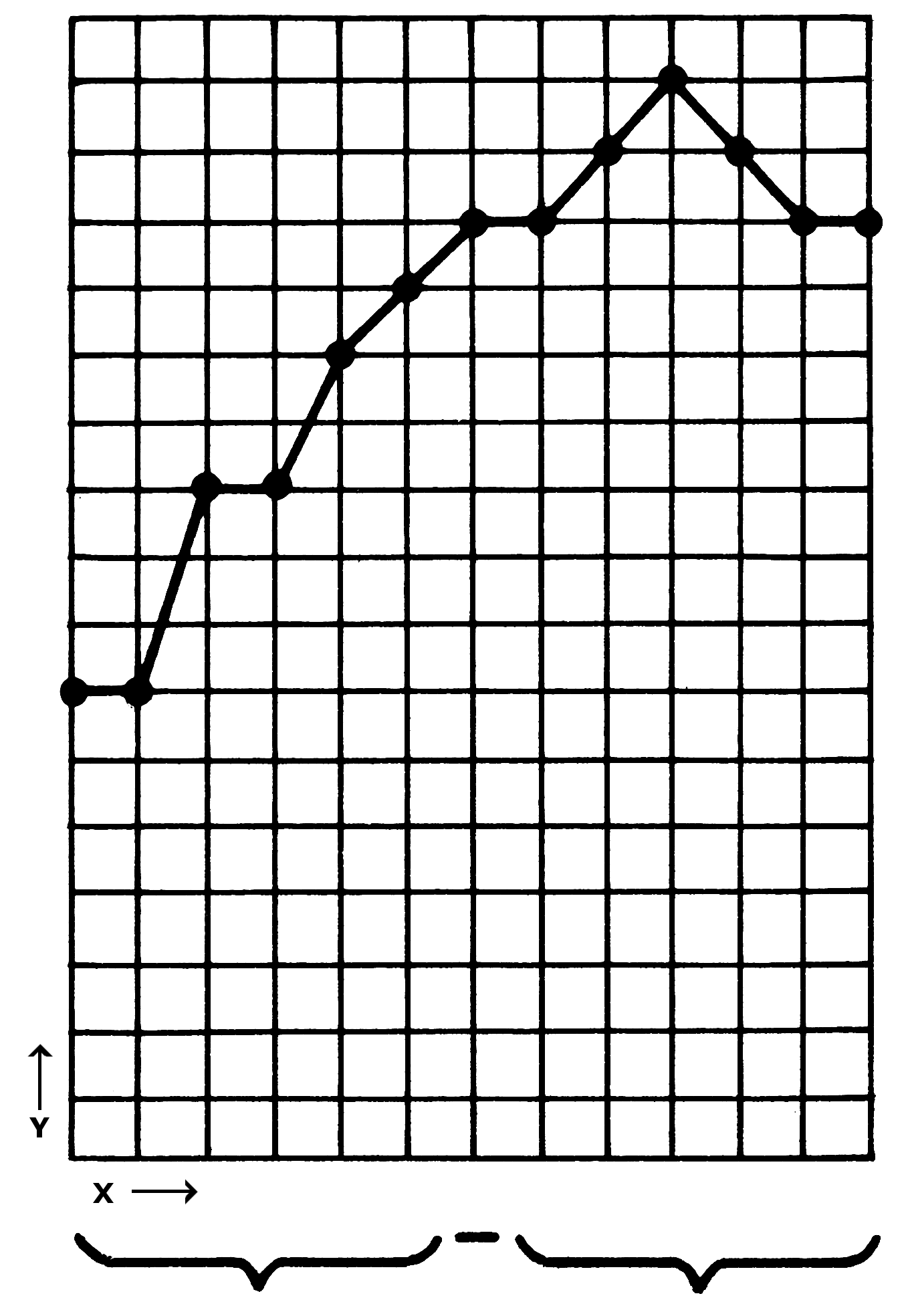
Este gráfico simples mostra dados sobre intervalos com pontos conectados

O gráfico de linha é um tipo de gráfico que exibe informações com uma série de pontos de dados chamados de marcadores ligados por segmentos de  linha reta . É um tipo básico de gráfico comum em muitos campos. É semelhante a um diagrama de dispersão, exceto que os pontos de medição são ordenados (tipicamente pelo seu valor do eixo-x) e juntou-se com segmentos de reta. Gráficos de linhas mostram como algumas alterações de dados específicos em intervalos de tempo são iguais. Um gráfico de linhas é muitas vezes usado para visualizar uma tendência nos dados em intervalos de tempo - uma série de tempo -, assim, a linha é muitas vezes atraída por ordem cronológica.O
gráfico de linha é composto por dois eixos, um vertical e outro horizontal, e
por uma linha que mostra a evolução de um fenômeno ou processo 

## Estrutura
Um gráfico de linhas é normalmente desenhado para ser delimitado por duas linhas perpendiculares , chamadas  eixos  . O eixo horizontal é chamado de eixo - x  e o eixo vertical é chamado de eixo y  . Para auxiliar na visualização de medição , pode haver mais linhas traçadas paralelamente a um dos eixos . Se as linhas são desenhadas paralelo aos dois eixos , a estrutura resultante é chamada de grade .
Cada eixo representa uma das quantidades de dados nos quais eles representam. Tipicamente, o eixo y representa a  variável dependente e o eixo - x (por vezes chamado de abcissas) representa a variável independente. O gráfico pode ser em seguida referido como um gráfico de Quantidade Um versus Quantidade Dois, traçando-se uma quantidade do eixo y e a quantidade de dois ao longo do eixo - x.
Os eixos individuais representam números das linhas e assim pode conter pequenas marcas, chamadas tiques, indicando valores significativos na linha. Os tiques podem ser anotado com o valor que eles representam. Uma breve descrição do eixo é muitas vezes usado para anotar cada eixo, geralmente no padrão quantidade física (unidade física). Estas anotações são chamados de rótulos.
O gráfico pode conter uma descrição geral chamado de título, e se o gráfico contém mais de uma linha, pode também conter uma lista descrevendo cada linha, chamada de chave  ou de  lenda  .
Finalmente, os dados a serem apresentados é plotado no cruzamento das (imaginárias) linhas perpendiculares que se estende desde os eixos, e segmentos de retas são desenhadas entre os pontos de interna na verdade não pois
Nas ciências experimentais, os dados recolhidos a partir de experiências são muitas vezes visualizada por um gráfico. Por exemplo, se alguém fosse para coletar dados sobre a velocidade de um corpo em determinados momentos, pode-se visualizar os dados por uma tabela de dados, como a seguir:
| Tempo Decorrido (s) | Velocidade (m s−1) |
| ------------------- | ------------------ |
| 0                   | 0                  |
| 1                   | 3                  |
| 2                   | 7                  |
| 3                   | 12                 |
| 4                   | 20                 |
| 5                   | 30                 |
| 6                   | 45                 |

Gráfico de Velocidade Vs Tempo

A tabela de "visualização" é uma ótima maneira de exibir os valores exatos, mas pode ser uma má maneira de entender os padrões subjacentes que esses valores representam. Devido a estas qualidades, o display de mesa é muitas vezes erroneamente confundida com os dados em si, e que é apenas uma outra visualização dos dados.
Compreendendo o processo descrito pelos dados na tabela é auxiliado por produzir um gráfico ou gráfico de linha de velocidade em função do tempo. Tal visualização aparece na figura à direita.
Matematicamente, se denotamos tempo pela variável {\displaystyle t} e velocidade por {\displaystyle v}, então a função plotada no gráfico seria denotado {\displaystyle v(t)} indicando que {\displaystyle v} (variável dependente) é uma função de {\displaystyle t}.

## Melhor ajuste
Gráficos muitas vezes incluem uma função matemática sobreposto representando o melhor ajuste tendência dos dados dispersos. Esta camada é referida como uma camada de melhor ajuste e o gráfico contendo esta camada é muitas vezes referido como um gráfico de linha.
É simples de construir uma camada de "melhor ajuste", que consiste de um conjunto de segmentos de linha conectando pontos de dados adjacentes, no entanto, tal "melhor ajuste", geralmente não é uma representação ideal da tendência dos dados de dispersão subjacentes para o seguinte razões:
  
1. É altamente improvável que as descontinuidades na inclinação da melhor ajuste que correspondem exatamente as posições dos valores de medição.
2. É altamente improvável que o erro experimental nos dados é insignificante , mas a curva seja exatamente através de cada um dos pontos de dados.

Em ambos os casos, a camada de melhor ajuste pode revelar as tendências dos dados . Além disso , as medições tais como a gradiente ou da área sob a curva pode ser feita visualmente , levando a mais conclusões ou resultados a partir dos dados.
Uma verdadeira camada de melhor ajuste deve representar uma função matemática contínua cujos parâmetros são determinados através da utilização de um regime de minimização de erro adequado , que apropriadamente pesos do erro nos valores de dados. Tal  curva montagem  funcionalidade é frequentemente encontrada em  software gráfico ou planilhas. Curvas de melhor ajuste pode variar de simples  equação linear s para quadráticas, polinomiais, curvas exponenciais, e periódicos mais complexos.